# Ubaldo Fillol
Ubaldo Matildo Fillol, argentinski nogometaš in trener, * 21. julij 1950, San Miguel del Monte, Buenos Aires, Argentina.
Fillol velja še danes za enega najboljših vratarjev v zgodovini argentinske nogometne reprezentance.